# خون (فیلم ۲۰۰۹)
خون (انگلیسی: Blood) فیلمی در ژانر اکشن و ترسناک است که در سال ۲۰۰۹ منتشر شد. از بازیگران آن می‌توان به آیا سوگیموتو اشاره کرد.